# معشوق (الجوادية)
معشوق قرية سورية تتبع ناحية الجوادية في منطقة المالكية التابعة لمحافظة الحسكة. بلغ عدد سكانها 2947 نسمة عام 2004.تقع على بعد 13 كم إلى الغرب من مدينة الجوادية.